# Philodryas viridissima
Espèce
Synonymes
- Coluber viridissimus Linnaeus, 1758
- Coluber ianthinus Daudin, 1803
- Philodryas viridissimus (Linnaeus, 1758)

Philodryas viridissima  est une espèce de serpents de la famille des Dipsadidae.

## Répartition
Cette espèce se rencontre :
- en Guyane ;
- au Suriname ;
- au Guyana ;
- dans le sud du Venezuela ;
- en Colombie ;
- en Équateur ;
- au Pérou ;
- en Bolivie ;
- au Paraguay ;
- au Brésil ;
- en Argentine.

## Description
C'est un serpent venimeux.

## Publication originale
- Linnaeus, 1758 : Systema naturae per regna tria naturae, secundum classes, ordines, genera, species, cum characteribus, differentiis, synonymis, locis, ed. 10 (texte intégral).